# Phidippus asotus
Phidippus asotus es una especie de araña araneomorfa del género Phidippus, familia Salticidae. Fue descrita científicamente por Chamberlin & Ivie en 1933.
Habita en los Estados Unidos y México.